# 에이딘로보틱스
에이딘로보틱스는 2019년에 설립된(대표 최혁렬, 이윤행) 대한민국 로봇기업이다. 에이딘로보틱스는 성균관대 기계공학부내 로보틱스 이노베토리(Robotics Innovatory) 실험실에서 출발한 로봇기업이다.
지난 1995년부터 축적한 필드센싱 기술에 기반해 새로운 센서기술들을 연구 개발하고 있다. 전세계 선도적인 필드 센싱 기술 기반 ‘Meso-scale’의 변화를 감지하여 작업자와 충돌 없이 미리 회피하거나 멈출 수 있도록 도와줄 수 있는 새로운 타입의 듀얼모드 근접/접촉 센서, 그리고 마이크로 스케일의 변화를 정밀하게 감지해 로봇에서 힘/토크를 측정할 수 있는 다축 힘/토크센서(AFT)를 개발했다.
AFT센서는 외부 충격에 강해 내구성이 보장되며, 3축 힘과 3축 모멘트 모두 측정이 가능하며, 별도의 측정장비나 증폭기 없이 간단한 연결로 6축 힘/토크를 쉽게 측정할 수 있다. 매우 작은 크기로 제작할 수도 있어 공간에 대한 제약이 덜해 힘을 측정하고 싶은 상호작용점에 탑재할 수 있다. 원통형으로 제작된 초소형 힘/토크센서는 로봇용 그리퍼 끝 단, 로봇 손 관절, VR 장비, 홈피트니스 기구, 측정 장비 그리고 소형 디바이스에서 간편하게 선만 연결해 여러 센서를 동시 탑재해 풍부한 데이터를 얻어 활용할 수 있다.
토크센서인 ATS는 3축 힘과 3축 모멘트로 구성된 외력 중에서 단축 방향의 회전력만을 구별해 추출하여 측정하는 센서다. 회전력인 토크만을 추출해야 하는 특수한 상황이나 토크를 생성하는 모터에서 주로 사용하고 있다. 모터뿐만 아니라 핸들이나 크랭크 축 회전이 발생하는 곳에서 정확한 토크를 입력하거나 측정하기 위해 또는 사용자의 의도를 파악하기 위한 센서로 사용할 수 있다.
듀얼모드 근접/접촉 센서인 ‘프록스 스킨(ProxSkin)’ 센서는 자동화된 공정라인에서 작업자와 로봇간의 충돌사고를 미연에 방지할 수 있도록 도와준다. 근접센서는 자동화된 로봇이 작업자를 인지하고 회피할 수 있도록 정보를 제공하기 때문에 충돌하기 전에 로봇이 알아서 회피할 수가 있다. 뿐만 아니라 촉각센서도 있어 직접교시에도 편하게 로봇을 제어할 수 있다.
에이딘로보틱스는 이러한 센싱 기술을 기반으로 4족 보행로봇 ‘에이딘(AiDIN)’도 개발했다. 에이딘은 동물처럼 다리를 이용하여 걸어다니는 로봇으로, 바퀴형 로봇이 극복할 수 없는 지형을 이동할 수 있는 장점이 있다. 토크센서를 탑재해 지면의 반발력를 측정하고 대응할 수 있도록 액추에이터를 제어하는 게 가능하다. 이를 통해 엘레베이터의 버튼을 누르거나 짐을 옮기거나 차를 끄는 등, 다른 사물들과 상호작용할 수 있다. 라이더(LiDAR), 비전 카메라, 그리고 다양한 측정장비를 탑재해 영상을 촬영하거나 데이터 수집을 하는 등 여러 목적으로 사용할 수 있다.

## 수상
2021년 로봇신문에 의해 '올해의 대한민국 로봇기업(Korea Robot Company of the Year 2021)'에 선정되었다.

1. ↑  “로봇신문 '2021 올해의 대한민국 로봇기업' 선정”. 2021년 12월 4일에 원본 문서에서 보존된 문서. 2021년 12월 4일에 확인함.